# DSEE
DSEE（ディーエスイーイー、Digital Sound Enhancement Engine:デジタルサウンドエンハンスメントエンジン）は、ソニーが開発した非可逆圧縮音楽ファイル用の音質向上技術である。

## 概要
同社のウォークマンやフリーウェアのSonicStage CP(Version 4.2以上)、x-アプリ、Music Center for PCに搭載されている。動作としてはMP3・ATRAC3・AAC・WMAなどの非可逆圧縮音楽ファイルを解析し、圧縮によって失われた高域の音を予測演算、補完することで音質向上を図るものである。
SonicStage CPやMusic Center for PC(Ver.1.x)ではチェックボックスによりON/OFFを選択できる。
しかし、現段階では基本的に低ビットレートで使用されるHE-AACでは有効化されない。
なおウォークマンに搭載されているDSEEは、ONになっていたとしても一定の音質(ビットレート)以上の高音質な楽曲や、逆にあまりに低すぎる音質の場合修正不可と判断され、バッテリー節約のため一時的に無効化される。

### DSEE HX
2013年9月以降に発表されたウォークマン F880シリーズおよびZX1など同社のハイレゾ音源再生対応機器やスマートフォンのXperia、そして2018年公開の Music Center for PC (Ver.2.x)に搭載されている。32ビット音楽ファイル再生にはDACが必要である。
MP3・AACなどの非可逆圧縮音楽ファイルやWAVの非圧縮音楽ファイル、FLAC・ALACなどの可逆圧縮音楽ファイルといったCD音源相当(44.1kHzおよび48kHz/16bit)ファイルやCD音源を通常のDSEEの動作に加え最大192kHz/24bitのハイレゾ音源相当にアップスケーリングし、音質向上を図る。
2016年に登場したウォークマン A30シリーズとWM1シリーズからは最大192kHz/32bitまで拡張され、WM1シリーズとZXシリーズといった上位機種は楽曲別に5モードから選択できるようになり、2018年に登場したウォークマン A50シリーズからはAI技術を搭載し、処理をしている楽曲のタイプをAIが自動で判別、高音域の補正性能を向上させた。A50と同時にリリースされたMusic Center for PC (Ver.2.x)のDSEE HXがAI版かどうかは明確化されていない。
2020年9月から一部のワイヤレスヘッドホンにおいてアップデートでDSEE HXとイコライザーの併用が可能となった。

### DSEE Extreme
2020年8月7日に発表されたノイズキャンセリング機能搭載ワイヤレスヘッドホンのWH-1000XM4から1000XシリーズとホームシアターシステムのHT-A9、サウンドバーのHT-A7000・HT-A5000・HT-A3000に搭載されており、前述のAI技術搭載DSEE HXを改良したもので、リアルタイムで曲のタイプを分析して最適なアップスケーリングを行う機能を搭載し、LDACコーデック接続時にもDSEE Extremeとイコライザーの併用も可能となった。後述のDSEE Ultimateと同じくLDACコーデックを使用しての送信時にも対応しているが、周波数帯域処理は 96 kHz まで、ビット深度の拡張は Xperia の DSEE Ultimate と同じ 24 bit まで。

### DSEE Ultimate
2020年2月24日に発表されたスマートフォンのXperia 1 II以降の 1・5・10 シリーズに搭載されており、前述のAI技術搭載DSEE HX・DSEE ExtremeからAIを 192 kHz までの周波数帯域処理に加え、Extreme と同じ 24 bit 深度の拡張にも適用し、ストリーミングサービスや動画、ゲームに対応した。また、有線ヘッドホンの他にLDACコーデックを使用しての送信時にも対応できるようになった。
2020年10月からウォークマン「A100シリーズ」と「ZX500」においてアップデートでDSEE Ultimateが搭載されたが、W.ミュージックかつ有線接続使用時のみ適用される。周波数帯域処理は Xperia と同じ 192 kHz だが、更に 32 bit 深度の拡張を行なえる。W.ミュージック以外のアプリでは従来通り「AI技術搭載のDSEE HX」が作動する。2022年3月に発売されたウォークマン「WM1ZM2」と「WM1AM2」および、2023年1月に発売された「A300シリーズ」と「ZX700」は、DSEE Ultimateが搭載されているが、上記の「A100シリーズ」と「ZX500」と違い、すべてのアプリと有線接続・Bluetooth接続にも適用されるようになった。